# My destiny (Leaves' Eyes)
My Destiny es un maxisencillo/EP de la banda de metal gótico Leaves' Eyes, liberado en julio de 2009. Las canciones "My destiny" y "Northbound" están tomadas del álbum Njord.
En agosto de 2009, la banda lanzó el videoclip para la canción del mismo nombre. En el vídeo, un guerrero nórdico deja su hogar para luchar en una guerra luego de que su esposa le da un collar. Mientras pelea, se le calle el collar y es agarrado por un enemigo, quien se lo devuelve a su esposa diciéndole que el dueño había muerto. Ella se suicida saltando de un acantilado, su cuerpo es recuperado más tarde por su esposo, que seguía vivo. Enceguecido por la ira, se dedica a matar a otros enemigos.

## Lista de canciones
- My destiny [4:13]
- The Battle of Maldon [4:23]
- Scarborough Fair [3:24] Canción tradicional inglesa
- Northbound [4:22]
- Nine Wave Maidens [3:24]
- My destiny [4:12] Remix

## Equipo

### Leaves' Eyes
- Liv Kristine – vocalista
- Alexander Krull – vocalista y teclados
- Thorsten Bauer – guitarra
- Mathias Röderer  – guitarra
- Alla Fedynitch – bajo
- Seven Antonopoulos – batería